# NRIP2
NRIP2 (англ. Nuclear receptor interacting protein 2) – білок, який кодується однойменним геном, розташованим у людей на короткому плечі 12-ї хромосоми. Довжина поліпептидного ланцюга білка становить 281 амінокислот, а молекулярна маса — 31 331.
| 10         |  | 20         |  | 30         |  | 40         |  | 50         |
| ---------- |  | ---------- |  | ---------- |  | ---------- |  | ---------- |
| MLFIFPLSLP |  | WRPSCWKESC |  | STGQRQAGRS |  | REDSVTPPPS |  | SPWPTPPAGA |
| MSTKQEARRD |  | EGEARTRGQE |  | AQLRDRAHLS |  | QQRRLKQATQ |  | FLHKDSADLL |
| PLDSLKRLGT |  | SKDLQPRSVI |  | QRRLVEGNPN |  | WLQGEPPRMQ |  | DLIHGQESRR |
| KTSRTEIPAL |  | LVNCKCQDQL |  | LRVAVDTGTQ |  | YNRISAGCLS |  | RLGLEKRVLK |
| ASAGDLAPGP |  | PTQVEQLELQ |  | LGQETVVCSA |  | QVVDAESPEF |  | CLGLQTLLSL |
| KCCIDLEHGV |  | LRLKAPFSEL |  | PFLPLYQEPG |  | Q          |  |            |

A: Аланін

C: Цистеїн

D: Аспарагінова кислота

E: Глутамінова кислота

F: Фенілаланін

G: Гліцин

H: Гістидин

I: Ізолейцин

K: Лізин

L: Лейцин

M: Метіонін

N: Аспарагін

P: Пролін

Q: Глутамін

R: Аргінін

S: Серин

T: Треонін

V: Валін

W: Триптофан

Задіяний у таких біологічних процесах, як транскрипція, регуляція транскрипції, альтернативний сплайсинг. 
Локалізований у ядрі.